# Wu Zetian
En aquest nom xinès, el cognom és Wu.
L'emperadriu Wu o Wu Zetian (xinès tradicional: 武則天, xinès simplificat: 武则天, pinyin: Wǔ Zétiān) (17 de febrer del 624 – 16 de desembre del 705), nom personal Wu Zhao (武曌), sovint referida com la Tian Hou (天后) durant la Dinastia Tang i com l'Emperadriu Consort Wu (武后). Era un exemple perfecte de poder darrere del tron i més endavant regne oficialment com a regent i emperadriu. Wu va ser l'única emperadriu reconeguda oficialment pel regne de la Xina durant més de dos mil·lennis. Encara que altres dones van tenir influència sobre el poder des de la posició d'emperadrius consorts o regents, l'emperadriu Wu va ser l'única que va regnar com a sobirana, arribant a proclamar la seva pròpia dinastia, a la qual anomenà Zhōu (周), en un intent que el seu regnat evoqués l'esplendor idealitzat de l'antiga Dinastia Zhou. Aquesta nova dinastia va interrompre breument la dinastia Tang, que seria restaurada després de la seva abdicació forçada, mesos abans de la seva mort.
Wu era la concubina de l'emperador Taizong. Poc després de la seva mort, es va casar amb el seu successor, el seu novè fill, l'emperador Gaozong, convertint oficialment a la huanghou de Gaozong (皇后 emperadriu consort, títol atorgat a les encara consorts de l'emperador) el 655. Val a dir que ja amb anterioritat gaudia d'un considerable poder polític. Pel que fa a la història de Wu Zetian amb l'emperador Gaozong hi ha molt de misticisme i fantasia, ja que era molt estrany veure a la consort d'un emperador casar-se amb el seu hereu. Això es considerava un acte semblant a l'incest. La història diu que l'emperador Gaozong i ella van haver d'idear una gran quantitat d'estratègies i plans per poder casar-se sense ser jutjats per la societat xinesa.
Més endavant, després de la debilitació del cop de Gaozong al 660, Wu Zetian es va convertir en administrador del tribunal. Wu Zetian es va convertir en l'administradora de la cort, una posició igualitària a la de l'emperador fins al 705.
La importància que va suposar la presència de Wu Zetian és indiscutible, el seu lideratge militar i polític inclou una gran expansió de l'imperi Xinès, estenent molt més enllà dels límits tradicionals del territori, dins de l'Àsia central, fet que va suposar una sèrie de guerres a la península coreana, primer creant una aliança amb Silla contra Goguryeo i després contra Silla sobre ocupació del territori de Goguryeo.

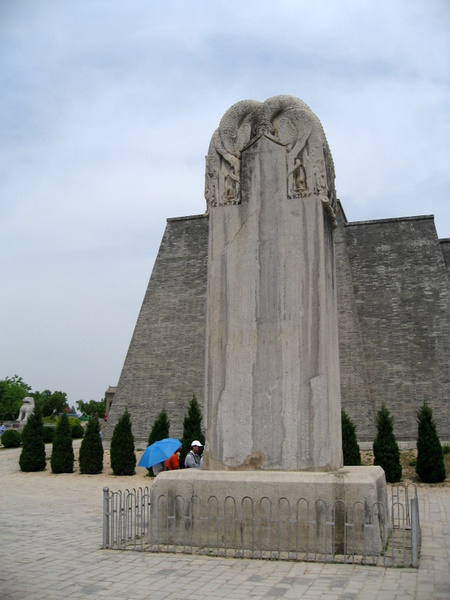
Estela que hauria d'haver-se dedicat a la memòria de Wu Zetian però s'ha mantingut sempre sense cap gravat, Mausoleu de Qianling (Chang'an, 706).

A la Xina, a part de les conseqüències directes de la dificultat de Wu per obtenir i mantenir el poder suprem, el seu lideratge va donar lloc a uns importants efectes en les classes socials de la societat xinesa, i en relació amb el suport estatal al taoisme, al budisme, l'educació i la literatura. Wu Zetian també va tenir un impacte monumental a la estatuària del grutes de Longmen i de la «Estela sense paraules» al Mausoleu Qianling, juntament amb la construcció de grans edificis i foses de bronze que no es conserven.
A part de la seva carrera política, Wu Zetian va tenir una activa vida familiar. Va ser la mare de quatre fills, tres d'ells portaven el títol d'emperador i un el d'honor pòstum. Un dels seus nets va ser el nou emperador Xuanzong de Tang.

## Noms i Títols
Al llarg de la història i literatura xineses, Wu Zetian va ser coneguda per diversos noms i títols.

### Noms
El nom exacte de naixement de Wu Zetian és desconegut ja que s'ha perdut i ella mateixa es canvià el nom un cop va pujar al poder. Normalment escrit com 武曌, (曌, també s'ha escrit com 瞾 en algunes ocasions, tots dos deriven de 照, que podria ser el seu nom original). 曌 és un dels caràcter inventats per la mateixa Wu.
Wu era el seu cognom patronímic, que va conservar, segons la pràctica tradicional xinesa, després del matrimoni amb Gaozong, de la família Li. L'emperador Taizong li va donar el nom d'art Wu Mei (武媚), que significa «glamurós». Així, avui en dia els xinesos solen referir-se a ella com a Wu Mei o Wu Meiniang (武媚娘) quan escriuen sobre la seva joventut, mentre que es refereixen a ella com a Wu Hou (武后) quan es refereixen a ella com a emperadriu consort, i Wu Zetian (武則天) quan es referia al seu regnat com a regent d'emperadriu.

### Títols
Wu Zetian va rebre amb una gran quantitat de títols.
No se la coneix oficialment com Wu Zetian fins que no va rebre aquest títol el 690, quan va rebre el títol d'emperador (en xinès: huangdi).
- Senyora Wu, donzella, 624–637
- Cairen (才人), Consort imperial de la cinquena nivell, 637–649
- Zhaoyi (昭儀), Consort imperial segon i primer nivell, 650? -655
- Huanghou (皇后), Emperadriu consort, 655–683
  - També coneguda com a emperadriu consort celestial (Tianhou (天后)) 674–683
- Huang Taihou (皇太后), L'emperadriu víctima, 683–690
  - També es coneix com a Shengmu Shenhuang (聖母 神 皇) 688–690
- Huangdi (皇帝), Emperadriu regnant, 690–705
  - Shengshen Huangdi (聖神皇帝) 690–693
  - Jinlun Shengshen Huangdi (金輪聖神皇帝) 693–94
  - Yuegu Jinlun Shengshen Huangdi (越古金輪聖神皇帝) 694–695
  - Jinlun Shengshen Huangdi 695
  - Tiance Jinlun Dasheng Huangdi 695–705
  - Zetian Dasheng Huangdi (則天大聖皇帝) 705

- Títols de consort d'emperadriu pòstuma
  - Zetian Dasheng Huanghou (則天大聖皇后) 705–710
  - Tianhou (天后) 710
  - Dasheng Tianhou (大聖天后) 710–712
  - Tianhou Shengdi (天后聖帝) 712
  - Shenghou (聖后) 712–716
  - Zetian Huanghou (則 天 皇后) 716–749
  - Zetian Shunsheng Huanghou (則天順聖皇后) (versió final)

### Emperadriu
Wu Zetian va ser l’única dona de la història de la Xina que va assumir el títol d'emperador (huangdi). La seva tinença com a governant de facto de la Xina i regent oficialment de la dinastia Tang (primer a través del seu marit i després a través dels seus fills, del 665 al 690) comptava ja amb alguns precedents en la història xinesa; tanmateix, va trencar el precedent quan va fundar la seva pròpia dinastia el 690, la Zhou (interrompent la dinastia Tang), governant personalment amb el nom d'emperador (huangdi) sagrat i diví (聖神皇帝), i les seves variacions, de 690 a 705.
Es diu que Wu Zetian és l’única dona de la història xinesa que va portar la túnica groga com a monarca.

## Biografia

### Rerefons familiar i naixement
El clan de la família Wu es va originar al comtat de Wenshui, Bingzhou (antic nom de la ciutat de Taiyuan, Shanxi). El lloc de naixement de Wu Zetian no està documentat a la literatura històrica conservada i segueix sent controvertit. Alguns estudiosos defensen que Wu Zetian va néixer a Wenshui, i d'altres afirmen que és de Lizhou (利州) (modern Guangyuan a Sichuan), mentre que uns altres insisteixen que va néixer a la capital imperial de Chang'an (avui coneguda com a Xi'an).
Per tant, Wu va néixer a Lizhou (利州) (l'actual ciutat de Guangyuan a la província de Sichuan) el 624, el setè any del regnat de l'emperador Gaozu de Tang. El mateix any, un eclipsi total del Sol va ser visible arreu de la Xina. El seu pare Wu Shihuo es dedicava al negoci de la fusta i la família era relativament benestant. Va créixer en una família aristocràtica benestant i el seu pare posteriorment es va convertir en un ministre d’alt càrrec al govern. A diferència de moltes noies del seu temps, Wu va rebre una bona educació. Se li va ensenyar a llegir, escriure i tocar música. Wu era una noia intel·ligent i ambiciosa que va aprendre tot el que podia sobre la política i el funcionament del govern. Wu Shihuo, tot i que originalment era un comerciant de fustes, va ser un talentós estrateg i militar i un seguidor del fundador Tang, Li Yuan, en la seva rebel·lió contra la dinastia Sui. Quan es va fundar l’Imperi Tang, Li va nomenar Wu Shihuo president del Consell d’Obres, un alt càrrec que va ocupar durant diversos anys. Posteriorment, Li Yuan el va proposar com a governador general de dues prefectures importants. L'estreta amistat de Li-Wu també és evident a l’hora de seleccionar una segona esposa per a Wu de la família reial Sui, una línia col·lateral d'en Yangdi. Wu Zetian va néixer d'aquesta unió.
Durant els últims anys de l'Emperador Yang de Sui, Li Yuan (李淵) (que més tard es convertiria en l'Emperador Gaozu de Tang), mentre exercia dos càrrecs tant a Hedong com a Taiyuan, va romandre a la casa dels Wu moltes vegades i es va fer íntim d'aquesta família. Després que Li Yuan va enderrocar l'emperador Yang, ell fou generós amb la família Wu, proveint-los de diners, gra, terres i roba. Quan la dinastia Tang va ser establida, Wu Shihou va exercir una sèrie d'alts càrrecs ministerials incloent el càrrec de governador de Yangzhou, Lizhou i Jingzhou (荊州) (en l'actualitat comtat Jiangling, província de Hubei).

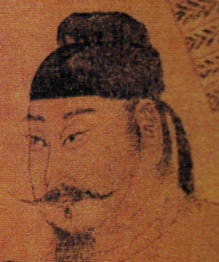
Emperador Taizong, Dinastia Tang

Wu Zetian era una nena de caràcter fort que es va negar a estudiar costura com la majoria de les noies de l'època. En lloc d'això només estava interessada en la lectura, de la qual va obtenir una àmplia consciència política. Durant la seva infància va viatjar molt amb els seus pares i així desenvolupà una personalitat culta i ben informada. Wu va ser motivada pel seu pare a llegir llibres i continuar la seva formació. Va assegurar-se que la seva filla era ben educada, un tret poc comú entre les dones.
A catorze anys, va ser portada per esdevenir concubina de l'emperador Taizong de Tang. Va ser aleshores quan va començar a treballar fent tasques de secretària. Aquesta oportunitat li va permetre continuar la seva formació. Va rebre el títol de cairen, títol per a una de les consorts del cinquè rang en el sistema de nou rang de Tang per a oficials imperials, nobles i consorts.
Quan l'emperador Taizong va morir el 649, el seu fill menor, Li Zhi, el va succeir l'emperador Gaozong de Tang. Tot i que Wu Zetian havia estat consort del seu pare, va aconseguir mantenir una relació amb ell i fins i tot contreure-hi matrimoni. La història diu que segons la tradició, les consorts d'emperadors morts que no havien produït fills, havien de ser confinades definitivament en una institució monàstica després de la mort de l'emperador. Així, Wu va ser enviada al temple de Ganye (感業寺), amb l'esperança que servís com a monja budista la resta de la seva vida. Després de la mort de Taizong, Li Zhi va anar a visitar-la i, trobant-la més bella, intel·ligent i intrigant que abans, va decidir portar-la a palau com a concubina pròpia. No obstant això, hi ha molta fantasia i misticisme envoltant aquesta història, el que va ocórrer en realitat es desconeix.

## Ascens al poder

### Consort imperial

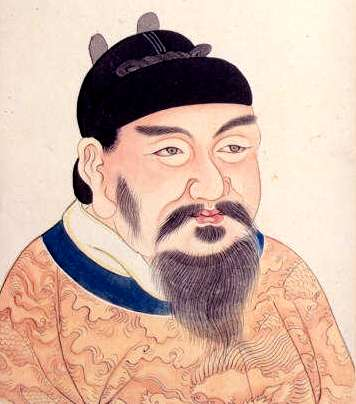
Emperador Gao Zong, Dinastia Tang.

A principis dels anys 650, la Consort Wu era una concubina de l'emperador Gaozong i tenia el títol de Zhaoyi (昭儀), que era la posició més elevada de les nou concubines del segon rang. El títol de Zhaoyi, però, no va satisfer Wu. El seu següent pas fou intentar eliminar l'emperadriu Wang (王皇后, Wáng Huánghòu), a més, Wu Zetian jugà al seu joc perquè sabia que si volia obtenir més poder havia de poder donar un hereu a l'emperador. Amb Gaozong Wu va tenir quatre nois: Li Hong (652), Li Xian (653), un altre Li Xian (655), i Li Dan (662). A més, es diu que Wu gaudia d'un enorme carisma, amb el qual va conquerir l'emperador i els funcionaris de cort, i en va guanyar la confiança amb la seva amabilitat i generositat.
Wu va guanyar progressivament més influència sobre la governança de l'imperi durant tot el regnat de l'emperador Gaozong, i finalment va prendre les decisions principals. Es considerava despietada en els seus esforços per acaparar poder i els historiadors tradicionals van creure fins i tot que hauria matat la seva pròpia filla per inculpar l'emperadriu Wang (i, més tard, el seu fill gran, Li Hong) en una lluita pel poder. Wang, la rival de Wu, va ser acusada d'haver estat vista a prop de l'habitació de la nena, i ho corroboraren presumptes testimonis de l'escena. L'emperador Gaozong va creure que Wang tenia els mitjans per matar la nena, i probablement ho havia fet, motivada per la gelosia.
Gaozong va patir un ictus sever que el va cegar i va assignar tots els assumptes estatals a l'emperadriu Wu. Aleshores Wu esdevingué la governant virtual de l'imperi durant els propers vint-i-tres anys. Gaozong va morir el 683. Wu ostentà el poder almenys des que el fill gran de Wu havia mort o, fins i tot abans, quan el seu segon fill, Li Xian, va pujar al tron com a emperador Zhongzong.

### De consort a sobirana
Wu va aconseguir que el seu fill menor, Li Dan, fos nomenat emperador sota el nom d'emperador Ruizong, No obstant això, ella era la veritable sobirana, tant en substància com en aparença. Durant aquest període, els fidels als Tang i els prínceps de Tang van fomentar diverses revoltes, però Wu va demostrar ser prou competent com per a derrotar-les totes. Cap al 690, havia eliminat gairebé tots els seus rivals polítics. Wu es mostrà satisfeta amb la seva llarga trajectòria d'administració reeixida, per la qual cosa va decidir ignorar totes les convencions i convertir-se en emperadriu. Wu no va seguir la costum d'amagar, sinó que anuncià públicament que ella actuaria com a sobirana tot i ser el seu fill qui ocupava el càrrec d'emperador. Ruizong mai no arribà ni tan sols traslladar-se a les estançes imperials i no va aparèixer en cap activitat imperial. Tot i que l'emperador Ruizong era el que ostentava el títol d'emperador, Wu s'aferrava fermament el poder, i els oficials no tenien permís de reunió amb el seu fill en casos d'estat, sinó que havien de dirigir-se directament a ella.
El 690, es va atorgar a si mateixa el títol d'»emperador sant i diví», fundant una nova dinastia que ella mateixa anomenà «dinastia Zhou» (per no confondre amb les antigues dinasties Zhou), i va designar Luoyang com a nova capital.
Els primers anys del seu regnat es van caracteritzar pel terror, que es va moderant a mesura que el temps passà. D'altra banda, va ser una sobirana atenta i capaç d'ocupar el lloc en el qual estava. Tot i haver tingut aquesta fama de dona despietada, la seva gran habilitat com a líder va ser admirada durant la resta de la dinastia Tang i dinasties posteriors.

## Regnat de Wu Zetian: dinastia Zhou

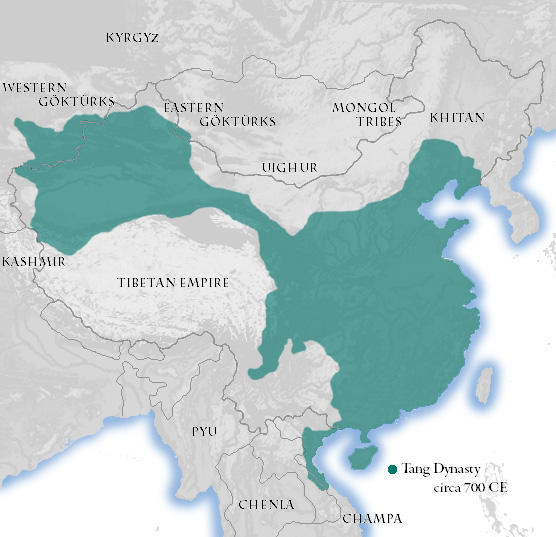
Estimació del territori que ocupava l'imperi xinès sota el regnat d'Wu Zetian (circa 700 dC).

El govern de l'emperadriu Wu Zetian, sigui exercit de forma directa o indirecta, és un llarg període inserit a la dinastia Tang (唐, 618-907), que comprenia entre els anys 655 i 705. Aquest cinquanta anys poden dividir-se en tres períodes:
- Primer període, datat entre 655 i 683. Wu és anomenada emperadriu consort i comença a influir cada dia més en la presa de decisions. Aquest fet es veu incrementat en el moment en què la salut de l'emperador Gaozong empitjora. Wu esdevè un element clau, encara que actuï com a corregent no oficial.
- Segon període, comprès entre l'any 684 i el 690. El febrer de 684 l'emperadriu vídua va deposar el seu fill l'emperador Zhongzong, que havia intentat governar lliure de la influència de seva mare i va nomenar emperador al seu germà Ruizong,[18] però, era un titella controlat per la seva mare sense real. Zhongzong va ser desposseït del rang de príncep, va ser enviat a l'exili i sotmès a arrest domiciliari. Sis anys després, l'emperador Ruizong va renunciar al tron en favor de la seva mare, l'emperadriu Wu Zetian que es va proclamar oficialment a si mateixa "emperadriu"[19]
- Tercer període, entre l’any 690 i 705. L’Emperadriu Wu regeix ja de forma oficial els afers de la Xina en qualitat d’emperador, fundant la dinastia Zhou.[20]

Durant el seu regnat, Wu Zetian realitzà una sèrie de canvis que van marcar la història i la societat xinesa de la dinastia Tang i que es perllongà en dinasties posteriors. Wu Zetian es va proclamar com a governant de la «dinastia Zhou», batejada amb el nom de la històrica dinastia Zhou (1046-256 aC); i, així, del 690 al 705, l’Imperi Xinès va ser conegut amb el nom d’aquesta dinastia. Val a dir, però, que la dinastia va ser fundada per ella i acabà amb la seva abdicació (705). Aquest fet no compleix amb el concepte tradicional de la dinastia. La visió alternativa ens dibuixa la «dinastia Zhou» de Wu com el renaixement de la dinastia Zhou generalment acceptada històricament, que havia estat governada per la família Ji, gairebé mil anys abans. De qualsevol manera, la dinastia Zhou de Wu es considera més aviat com una breu interrupció de la dinastia Tang de la família Li, més que no pas una dinastia plenament realitzada. El període de quinze anys que Wu Zetian va designar com la seva «dinastia Zhou», considerat en el context del gairebé mig segle de domini de facto (c. 654–705), revela un notable i encara debatut període de la història. Així, la designació d'una nova dinastia, amb ella com a emperador es pot interpretar com una part de la seva política de poder i la culminació del seu període de govern. Tot i que els quinze anys de la dinastia Zhou de Wu Zetian tenien algunes característiques notables, són difícils de separar del regnat del poder de Wu, que va durar aproximadament la meitat d’un segle.

### Política
Un dels seus primers canvis va ser en la seva política de contractació oficial. Els criteris bàsics de selecció d'oficials va canviar amb enfocament més gran major en l'educació i la capacitat intel·lectual dels candidats. Posant en pràctica aquest canvi, Wu Zetian amplia l'elegibilitat per a la burocràcia en posar més èmfasi en el recrutament d’aristòcrates educats, caps militars i amb talent, en lloc d'atorgar aquest tipus de càrrecs a aristòcrates de clans poderosos només per la seva posició social. Aquest sistema serà beneficiós a l’hora d’evitar qualsevol tipus de conflicte cap al seu règim. El 693 Wu va escriure un tractat de dos volums anomenats Regles per a oficials i va fer que formés part del currículum d'exàmens oficials, que sustentés el clàssic taoista, Daodejing. Fins i tot va començar un examen personal de candidatura, ja que creia que promouria una gestió imperial de manera més efectiva. L'examen civil no era una cosa nova a la Xina Tang, però les reformes de Wu van ser com una nova fundació que ajudaria les dinasties futures i al desenvolupament d'elecció més fort.
El segon assoliment va ser la política de Wu de mantenir la sobirania social de la Xina, ampliar els territoris de Tang a través de la conquesta de diverses regions i exercir una influència cultural dominant sobre el Japó i Corea. Malgrat els enfrontaments armats amb el veí Tibet, Wu, mitjançant la combinació de la força militar i la diplomàcia, va gestionar-ho bé, igual que amb altres amenaces estrangeres a la Xina imperial.

### Economia
El tercer assoliment va ser la política de desenvolupament econòmic de Wu. L’agricultura va cridar l’atenció de Wu, que va ordenar la recopilació de llibres de text agrícoles, construcció de sistemes de reg, reducció d’impostos i altres mesures de reforma agrària. El 695, per exemple, Wu va oferir a tot l'imperi un any lliure d'impostos. Malgrat això, la seva oficina tributària encara es va beneficiar d’oportunitats comercials a través de les carreteres de seda entre Xina, Àsia central i Occident. Aparentment, les seves polítiques econòmiques van millorar la vida dels camperols, portant-los cap a la prosperitat i la pau. Alguns historiadors defensen que Wu va viure una extravagància en els anys posteriors a causa dels vistosos monestirs budistes construïts per satisfer les seves necessitats privades. Tanmateix, als ulls del poble comú, potser ha estat un governant molt popular.
No obstant això, el període de govern de l'Emperadriu Wu és un dels que més casos de corrupció van tenir en aquesta primera meitat de la dinastia. Tot i que els graus d'autoritat teòrica en cadascun dels tres períodes de seu govern són molt diferents, en la pràctica Wu Zetian va controlar efectivament el poder en tot aquest temps. Però a mesura que avancen els anys l'emperadriu va començar a donar mostres de debilitat tant per l'edat com pel seu estat de salut cada vegada més delicat, que el van portar a mostrar una creixent despreocupació pels assumptes de govern i l'administració de l'imperi, que sembla haver repercutit en un augment de la corrupció entre els cancellers.
Això comença ja des del 683, una crisi econòmica conseqüència d'una dolenta, per no dir inexistent política econòmica, en la qual es va abusar de la concessió d'exempcions fiscals i hi va haver un augment de les despeses en grans construccions públiques d'un marcat caràcter de prestigi. Tot això es va combinar amb la crisi de sistema de repartiment de terres i una mala gestió de la producció monetària que va portar a un autèntic problema a nivell nacional que va obligar a la presa de mesures extremes, que no van deixar de ser pedaços d'emergència d'escàs resultat a llarg termini, com la legalització de determinades monedes falses o la prèvia devaluació de la moneda.

### Budisme
Wu Zetian va guanyar la carrera cap el poder fins al tron de l'imperi xinès i per això es va valer d'una sèrie de mitjans de legitimació basats en les tres doctrines imperants en aquell període de la dinastia Tang: budisme, taoisme i confucianisme.

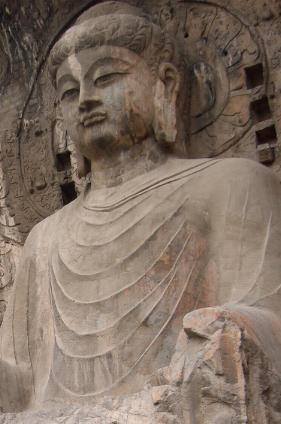
Buddha Vairocana, Grutes de Longmen, Dinastia Tang

El seu patronatge del budisme ha esdevingut una de les accions més commemorades per part de la societat xinesa. De jove, Wu va ser introduïda al budisme pels seus pares, i durant un breu període va ser una monja budista. Després de prendre el poder, fa servir el budisme com a eina per a consolidar la seva posició. Per això es dibuixa com una gran mecenes, que va patrocinar moltes obres religioses. Tenia una gran consideració pel Budisme Huayan, que valorava per sobre la resta d'escoles. És en aquest sentit que Wu motiva la representació de Buda Vairochana; aquest gest s'ha d'interpretar, alhora, com l'esperança de Wu d'obtenir una retribució positiva. L'emperadriu assumeix el seu propi renaixement com a descendent dels antics reis Zhou.
El seu patrocini obrí camí per a l'expansió de Wu durant el seu reinici; de la mateixa manera, una gran cantitat de textos budistes foren traduïts, editats i publicats.

### Literatura
Un altre dels èxits va ser la promoció de la literatura i l'art de Wu. Era poetessa i artista. Poc s'escriu sobre la vida artística de Wu, ja que els estudiosos s'han interessat més aviat en la seva ambiciosa vida política. Durant la infància de Wu, va tenir l'oportunitat d'aprendre història, literatura, poesia i música.Tant l'emperador Gaozong com Wu eren aficionats a la literatura i als poemes, i van ajudar a crear una cultura d’activitats literàries que va florir a la Xina dels Tang. Alguns poetes Tang destacats, com Li Bai (701-762) i Du Fu (712-770) van aparèixer després de la mort de Wu. Fins i tot molts cortesanes dels Tang van ser grans cantants i poetesses.

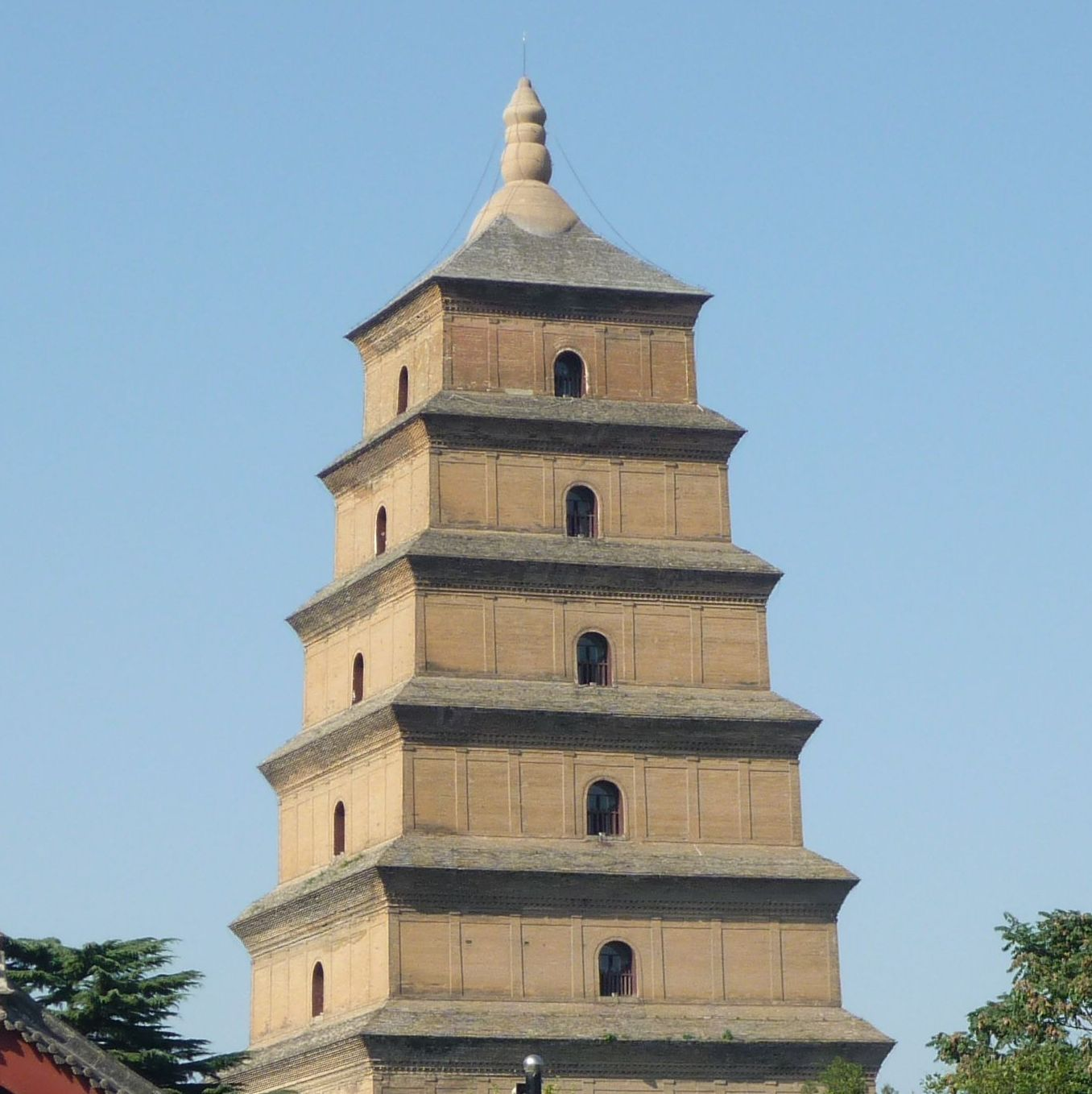
Gran pagoda de l'oca salvatge (大雁塔) a Xi'an. Obra reconstruïda entre 701 i 704 per ordre d'Wu Zetian

#### Estudiants de la Porta Nord
Cap al final de la vida de Gaozong, Wu va començar a ocupar diversos oficials de nivell mitjà que tenien talent literari, entre ells Yuan Wanqing (元萬頃), Liu Yizhi, Fan Lübing, Miao Chuke (苗楚客), Zhou Simao (周思茂), i Han Chubin (韓楚賓). El seu objectiu era que aquests es dediquessin a escriure obres en nom seu, incloses les biografies de dones notables (列女傳), les directrius per a temes imperials (臣軌) i els nous ensenyaments per als funcionaris oficials (百僚新誡). Col·lectivament, es van fer coneguts com els «erudits de la porta del nord» (北門學士), perquè servien a l'interior del palau, que es trobava al nord dels edificis del govern imperial, i l'emperadriu Wu els va demanar consell per desviar els poders dels cancellers.

#### Els «dotze suggeriments»
Al voltant del nou any 675, l'emperadriu Wu va presentar dotze suggeriments. Una era que l’obra de Laozi, el Daodejing, s’hauria d’afegir a la lectura necessària per als estudiants universitaris imperials. Un altre era que s’hauria d’observar un període de dol de tres anys per la mort d’una mare en tots els casos, no només en aquells casos en què el pare ja no vivia.

#### Poesia
Quaranta-sis dels poemes de Wu estan recollits als Quan Tangshi»Recull de poemes Tang» i seixanta-un assajos sota el seu nom es troben registrats al Quan Tangwen «Collected Tang Essays». Tot i que molts d’aquests escrits serveixen per a finalitats polítiques, hi ha un poema en què lamenta la seva mare després de morir i manifesta la seva desesperació per no poder tornar-la a veure.
Durant el regnat de Wu Zetian, la cort imperial va produir diverses obres de les que en va ser patrocinadora, com l’antologia de la poesia de la seva cort coneguda sota el títol de «Col·lecció de glòries precioses» de Zhuying ji. Aquest recull contenia poemes de Cui Rong, Li Jiao, Zhang Yue, entre d'altres, ordenats segons el rang oficial de cada poeta. Entre els desenvolupaments literaris que es van produir durant l'època de Wu Zetian (i en part a la cort) destaquem el desenvolupament estilístic final de la poesia «nou estil» del vers reglat (jintishi), dels pare poètics Song Zhiwen i Shen Quanqi.
Wu Zetian també es va dedicar al mecenatge dels estudiosos fundant un institut per produir la Col·lecció de biografies de dones famoses. El desenvolupament de la que es considera característica de la poesia Tang s'atribueix tradicionalment a Chen Zi'ang, un dels ministres de Wu.

## Mort
Després de diverses acusacions de corrupció, traïció i conductes no tolerades, l'eficàcia del seu tribunal va disminuir. El 704 dC, els funcionaris judicials ja no van poder tolerar el comportament de Wu i la van obligar a abdicar a favor del seu fill exiliat Zhongzong i de la seva dona Wei. Els seus ministres van ser executats (i també els seus amants, segons la llegenda), els germans Zhang, Zhāng Yìzhī (張易之 / 张易之) i Zhāng Chāngzōng (張昌宗 / 张昌宗). De tota manera, Wu ja estava molt malament i va morir un any després.

## Art budista
En promoure el budisme sobre el confucianisme i el taoisme com a religió d'estat, l'emperadriu va combatre fortament les creences confucianes contra el domini femení. Per justificar la seva regla, Wu va utilitzar algunes escriptures budistes i va encaminar-se en la creació de nombroses representacions visuals de Buda. Els més espectaculars són els temples de pedra i les estàtues tallades en les grutes a Longmen, a prop de la seva capital, Luoyang. A la cova més gran hi ha una estàtua anomenada el Gran Buda Vairochana. Esculpida en pedra calcària, es considera que l'estàtua colossal ha estat tallada a semblança de Wu.
Tenint en compte la riquesa de la història de la Xina Tang, de les connexions i comunicacions interregionals amb els seus veïns d'Àsia Oriental, no és d'estranyar que el patrocini del budisme de Wu tingui com a resultat un intercanvi erudit i la construcció de molts nous llocs de pelegrinatge budistes. La creació d’estàtues de poder, com la de Longmen, era important. Aquestes estàtues monumentals, com la tallada a la muntanya de Bamiyan, a l'Afganistan, que va ser destruïda pels talibans el 2001, van alertar els poblats de la dominació del budisme. També van funcionar com poderosos recordatoris del poder imperial. En aquests llocs de pelegrinatge es van realitzar rituals que van establir un vincle permanent entre el Buda i el governant.

### Grutes a Longmen
Article principal: Grutes de Longmen
Les grutes a Longmen són un centre religió molt actiu de 618 a 907. La construcció coincideix amb un canvi territorial: es canvia de capital, així que és menester un altre conjunt budista prop de la capital, i es donen molts recursos a Longmen. Són unes coves amb uns dos mil escultures de diferents dimensions. El conjunt és travessat per un riu que separa dues muntanyes. Aquests conjunts es va descobrir el segle xix, en un moment en què la Xina passa una època políticament difícil i pateix un gran expoli d'obres d'art cap a occident.
La imatgeria del budisme xinès és colossal, compta amb mecenatge imperial, que produeix obres de gran qualitat, i d'altra banda, també veiem un budisme popular que fa imatges més petits, sovint realitzades per un taller in situ.

## Influència posterior

### El paper de la dona
El suport de Wu als drets de les dones és un fet històric. Ha fet una sèrie de campanyes per a millorar la posició de les dones. Va aconsellar als estudiosos escriure i editar biografies de dones exemplars. Wu va afirmar que el governant ideal era el que governava com una mare ho fa amb els seus fills. Wu també va ampliar el període de dol per a una mare morta per igualar-se al d'un pare difunt. Així mateix, va millorar la posició del clan de la seva mare i va oferir als seus familiars alts càrrecs oficials. Fou una gran defensora de la posició de la dona des del principi del seu regnat.
Un altre llegat de Wu va ser la participació de les dones en la política. Va ser un exemple viu; més tard, la princesa Taiping (la seva filla) i l'emperadriu Wei (la seva nora) també es van implicar en la política imperial. Es diu que l'emperadriu Wei potser tenia pretensions d’emular Wu. El 710, va enverinar el seu marit i després va impulsar un cop d'estat amb l'esperança de governar ella mateixa. Tanmateix, la seva presa de possessió va fallar i l'emperadriu Wei fou executada. La princesa Taiping, tot i que exercia un gran poder a la cort imperial, no va fer res millor per intentar seguir els passos de la mare. El 713 va intentar enderrocar l'emperador Xuanzong, però l'emperador i els seus fidels van descobrir el cop d'estat i van matar la princesa Taiping. Almenys algunes dones líders de la Xina del segle xx van considerar Wu un model. Song Qingling (1893–1981), l'esposa de Sun Yatsen, considerava Wu com a líder polític efectiu. Song va ser políticament activa a la Xina dels anys cinquanta i el 1981 va rebre el títol de presidenta honorària de la República Popular de la Xina. Jiang Qing (1914–1991), la dona de Mao Zedong, també es va identificar amb Wu. Es diu que Jiang Qing podria haver intentat utilitzar l'exemple de Wu com a part d'una campanya de propaganda per identificar-se com la successora legítima de Mao, però finalment va fracassar.
Wu també va esdevenir font d'inspiració de futures obres literàries. La novel·la fantàstica / feminista de la dinastia Qing Flors al mirall de Li Ruzhen (1763-1830) té lloc durant el govern de Wu. La vida de Wu potser va inspirar Li i altres autors posteriors que van ser pioners de l'emancipació de les dones a Qing. Les dones nobles de la Xina dels Qing estaven lluny d’ésser oprimides o silenciades: eren conegudes poetesses, cantants, editores i professors que formaven les seves pròpies xarxes comunitàries.
El paper de l'emperadriu Wu es veu com un model a seguir per a les generacions posteriors, que fins i tot avui dia, és admirada per la seva capacitat com a estratega i política, va reeixir a ser la primera i única emperadriu de la Xina.